# 格里采沃利亞
50°12′53″N 24°57′58″E / 50.21472°N 24.96611°E
格里采沃利亞（烏克蘭語：Грицеволя）是烏克蘭西部的村莊，隸屬利維夫州的舍普季茨基區。該村始建於1056年，面積1.41平方公里，海拔高度199米，2025年人口400，人口密度每平方公里393.75人。